# Клара Лемліх
Клара Лемліх Шавельсон (англ. Clara Lemlich Shavelson; нар. 28 березня 1886, Городок, Кам'янець-Подільський повіт, Подільська губернія, Російська імперія (нині Хмельницька область) — пом. 12 липня 1982) — американська соціалістка, одна з лідерок робітничого руху початку XX століття. Очолювала «Повстання 20 тисяч» — масовий страйк робітників швейної промисловості Нью-Йорка в 1909 році. Потрапивши до чорних списків через свою профспілкову діяльність, вона стала членом Комуністичної партії США і активісткою руху із захисту прав споживачів. В останні роки життя в будинку престарілих вона допомагала персоналу організуватися в профспілка.

## Життєпис

### Ранні роки на Поділлі
Клара Лемліх народилася 28 березня 1886 року в містечку Городок на території сучасної Хмельницької області в єврейській родині. Виховувалась серед людей, що переважно говорили на ідиш, юна Лемліх навчилася читати російською, писала листи за неписьменних сусідів і шила петлиці, аби зібрати гроші для придбання книг. Після того, як один з сусідів познайомив її з революційною літературою, Лемліх стала переконаною соціалісткою. Вона емігрувала до Сполучених Штатів Америки зі своєю родиною в 1903 році, після Кишинівського погрому.

### У робітничочому русі в США
Після прибуття до Нью-Йорка Лемліх знайшла роботу в швейній промисловості. На початку століття умови праці там лише погіршилися. Лемліх разом зі своїми колегами протестувала проти довгого робочого дня, низької заробітної плати і принизливого ставлення керівництва до підлеглих. Лемліх вступила до Міжнаціональної профспілки дамських кравців.
Лемліх швидко зарекомендувала себе серед колег, очоливши кілька страйків виробників сорочок і кинувши виклик керівництву профспілки, передусім чоловічому, щоб організувати робітниць легкої промисловості. За спогадами сучасників, у ній поєдналися чарівність (вона була відома своїм співочим голосом) і особиста хоробрість (поліція заарештовувала її 17 разів і зламала їй 6 ребер; наприклад, у 1909 році вона повернулася на пікет з кількома зламаними ребрами після того, як найняті роботодавцями гангстери напали на пікетників).
Лемліх стала відома завдяки мітингу, що відбувся у  Купер-Юніон 22 листопада 1909 року, з метою згуртування підтримки страйкарів фабричних робітниць компаній  Triangle Shirtwaist і Leiserson. Протягом двох годин провідні діячі американського робітничого руху і соціалістичні лідери  Нижнього Іст-Сайда в загальних рисах говорили про необхідність солідарності, а президент  Американської федерації праці Семюель Гомперс звично закликав до обережності. Бажаючи реальних дій, а не просто слів, Лемліх забігла на сцену і сказала емоційну промову на ідиш:
|  | Я вислухала всіх ораторів, і в мене більше немає терпіння на розмови. Я працівниця, одна з тих, хто страйкує проти нестерпних умов. Я втомилася від виступаючих, що проголошують загальні фрази. Ми тут, аби ухвалити рішення, страйкувати чи ні. Я пропоную резолюцію про оголошення загального страйку - негайно! |

Натовп захоплено підтримав пропозицію і проголосував за загальний страйк, вимовивши видозмінену традиційну єврейську клятву: «Якщо я зраджу нашій справі, то нехай у мене всохне рука, якою я зараз присягаю». Приблизно 20 000 із 32 000 зайнятих у галузі вийшли на страйк протягом наступних двох днів. Ця подія стане відомо як «Повстання двадцяти тисяч». Ведені Кларою Лемліх дівчата-пікетувальниці співали єврейські, російські та італійські пісні, протистоячи найнятим господарями бандитам, штрейкбрехерам і поліції (за місяць затримала 732 страйкувальниць). Лемліх грала провідну роль у залученні інших робітників, виступаючи на мітингах, поки не втратила голос.
Незабаром загальний страйк у легкій промисловості підтримали 60 тисяч працівників інших сфер. Страйк тривав до 10 лютого 1910 року, закінчившись підписанням колективних угод з профспілками майже у всіх цехах, крім Triangle Shirtwaist..
Протягом наступного року Triangle Shirtwaist стала синонімом «потогінники». 25 березня 1911 року в результаті пожежі на фабриці загинули майже 150 швейних робітників. Лемліх обшукала склад зброї, куди були доставлені тіла загиблих від пожежі або падіння з висоти, у пошуках зниклої двоюрідної сестри. Газетний репортер став свідком її сміху крізь сльози, коли вона її не знайшла.

### Боротьба за загальне виборче право
Потрапивши до чорних списків у текстильній галузі (ніхто з роботодавців не хотів брати на роботу лідерку робітничочого протесту) і вступивши у протиріччя з консервативним керівництвом ILGWU, Клара Лемліх присвятила себе боротьбі за виборче право для жінок. Як і її товариші Роуз Шнайдерман і Полін Ньюман, Лемліх представляла загальне виборче право як необхідне для поліпшення життя працюючих жінок як на робочому місці, так і поза ним.
У жінок-соціалісток Лемліх, Ньюман і Шнайдерман були як політичні, так і особисті розбіжності із суфражистками з вищого і середнього класу, які очолювали рух за виборчі права. Менш ніж через рік після призначення Лемліх на посаду звільненої працівниці в кампанії за загальне виборче право в 1911 році, Мері Берд звільнила її з не зовсім зрозумілих причин.
Лемліх продовжила свою діяльність з боротьби за загальне виборче право, заснувавши разом з Шнайдерман, Леонорою О'Рейлі та іншими швачками Лігу виборчих прав найманих працівниць — пролетарську альтернативу суфражистським організаціям середнього класу. В той же час, хоча Ліга брала в члени лише жінок з робітничочого класу, вона входила до американської Національної асоціації жіночих виборчих прав — організації, альтернативою якої вона себе бачила, а не до Жіночого комітету Соціалістичної партії Америки.
Ліга суфражисток найманого працівника припинила своє існування, проте, після успішного мітингу в Купер Юніон, на якому виступили Лемліх, Шнайдерман та інші, Клара Лемліх продовжувала свою виборчу діяльність у Жіночій профспілкової лізі, в той час як Шнайдерман, вийшов з WTUL бо, перейшов працювати до ILGWU, перш ніж повернутися в WTUL кілька років потому. Інші активісти, такі як Полін Ньюман, працювали під егідою Соціалістичної партії, яка підтримувала виборче право, хоча багато хто серед керівників вважали, що це відволікає від більш нагальних справ класової боротьби.

### Комуністична партія і захист інтересів споживачів
Лемліх вийшла за Джо Шавельсона в 1913 році. Вона стала матір'ю Ірвінга Чарльза Велсона, Марти Шавельсон Шаффер та Рити Шавельсон Маргулес. Переїхавши в робітничий район у східному Нью-Йорку, а потім на Брайтон-Біч, вона присвятила себе вихованню дітей і спробам органайзінга домогосподарок.
Цим намагалися займатися і до неї: єврейські домогосподарки в Нью-Йорку бойкотували кошерних м'ясників на знак протесту проти високих цін у перші роки двадцятого століття, а Бруклінський союз мешканців боровся з виселенням. Після вступу до Комуністичної партії, яка не приділяла особливу увагу організації споживачів, Лемліх і Кейт Гітлоу, спробували організувати союз домогосподарок, який би займався не лише проблемами споживачів, але й житлом з освітою. Їх організація також зібрала гроші і організувала допомогу страйкуючим в Пассаїку, штат Нью-Джерсі, під час запеклої страйку 1926 року.
У 1929 році, після того, як Комуністична партія створила Комісію у справах жінок, Лемліх заснувала Об'єднану раду жінок робітничого класу (UCWCW), яка у процесі діяльності відкрила майже 50 філій в Нью-Йорку, а також відділення у Філадельфії, Сіетлі, Чикаго, Лос-Анджелесі, Сан-Франциско і Детройті. Організація була сформована з членів Компартії США, але не змушувала безпартійних членів Ради приєднуватися до партії.
UCWCW очолив масовий бойкот м'ясних магазинів на знак протесту проти високих цін на м'ясо в 1935 році, закривши більше 4000 м'ясних магазинів у Нью-Йорку. Страйк став загальнонаціональним, і UCWCW отримав підтримку за межами єврейської та афроамериканської громад, якої він не мав у Нью-Йорку.
У наступні роки UCWCW перейменував себе на Прогресивні жіночі ради (англ. Progressive Women's Councils/PWC) у рамках політики «народних фронтів» того часу. Хоча партія припинила підтримку рад і публікацій, призначених для жінок, в 1938 році, Лемліх продовжувала брати активну участь у роботі PWC і була місцевою лідеркою організації після її приєднання до Міжнародного товариства робітників (англ. International Worker's Order/IWO) у 1940-х роках. Поради організували навіть більш широкі бойкоти проти високих цін у 1948 та 1951 роках, перш ніж звинувачення в залежності від Комуністичної партії підкосили їх на початку 1950-х років. IWO був розпущений штатом Нью-Йорк у 1952 році.

### Пізні роки
Клара Лемліх продовжувала свою діяльність у складі Федерації єврейських жіночих клубів імені Емми Лазарус, збирала кошти для організації «Червоний Маген Давид», протестувала проти ядерної зброї, проводила кампанії за ратифікацію Конвенції Організації Об'єднаних Націй про геноцид, виступала проти війни у В'єтнамі і створила союз з афро-американською жіночою організацією за громадянські права Sojourners for Truth. Лемліх також брала активну участь у діяльності рад безробітних і в створенні Ради Емми Лазарус, яка підтримувала права орендарів у боротьбі проти примусових виселень.
Лемліх залишалася непохитною членкинею Комуністичної партії, засуджуючи суд і страту Розенбергів. Її паспорт був анульований після поїздки до Радянського Союзу в 1951 році. Вийшовши на пенсію в 1954 році, вона довго боролася, щоб її отримати. Після смерті другого чоловіка вона переїхала до Каліфорнії, щоб бути поруч зі своїми дітьми і родичами.
У 1960-х роках, оселившись в єврейському будинку в Лос-Анджелесі, вона переконала його штат організуватися в профспілку, а також приєднатися до бойкоту солідарності з профоб'єднанням Об'єднані сільськогосподарські робітники.